# Glyceroltriacetaat
Glyceroltriacetaat of triacetine is een triglyceride, meer bepaald de drievoudige ester van azijnzuur en glycerine. Het is een kleurloze olieachtige vloeistof met een smeltpunt van ongeveer 4 °C, maar ze kan onderkoeld worden tot ongeveer −70 °C. Ze is niet ingedeeld als een gevaarlijke stof, en is in de Europese Unie voor een aantal specifieke toepassingen toegelaten als synthetisch voedingsadditief. Het E-nummer is E1518.

## Synthese
Glyceroltriacetaat kan bereid worden door de reactie van glycerine met azijnzuur of azijnzuuranhydride, gevolgd door zuivering door middel van destillatie onder vacuüm.

## Toepassingen
In de voedingsmiddelenindustrie mag glyceroltriacetaat gebruikt worden als weekmaker in kauwgom en als draagstof; dit is als oplosmiddel om geconcentreerde aroma's te verdunnen vooraleer die aan voedingsmiddelen worden toegevoegd. Het is ook een hulpstof bij de bereiding van geneesmiddelen, waar het gebruikt wordt als weekmaker, oplosmiddel of vochtvasthoudend middel. Glyceroltriacetaat wordt ook gebruikt als weekmaker in kleefstoffen en in sigarettenfilters op basis van celluloseacetaat.
Glyceroltriacetaat heeft ook een schimmelwerende werking en het kan gebruikt worden als additief in cement om het sneller te doen harden en de sterkte van het uitgeharde cement te verhogen.

## Toxicologie en veiligheid
Glyceroltriacetaat kan in het lichaam terechtkomen via voedingsmiddelen of geneesmiddelen waarvoor het werd gebruikt, of uit sigarettenfilters; dit betreft echter geringe hoeveelheden die geen gevaar betekenen. De stof wordt in het milieu zowel als in het lichaam gemakkelijk afgebroken (hydrolyse) tot azijnzuur en glycerol.